# نبرد لگنیکا
نبرد لگنیکا (لهستانی: bitwa pod Legnicą) نبرد بین امپراتوری مغول و نیروهای اروپایی ترکیبی بود که در روستای لگنگتسکیه پوله، تقریباً ۱۰ کیلومتری (۶ مایل) لگنیتسا در دوک‌نشین سیلسیا در ۹ آوریل ۱۲۴۱ در جنوب شرقی شهر رخ داد.